# جيوفانا جاليتي
جيوفانا جاليتي (بالإيطالية: Giovanna Galletti)‏ هي ممثلة إيطالية، ولدت في 27 يونيو 1916 ببانكوك في تايلاند، وتوفيت في 27 أبريل 1992 بروما في إيطاليا.

## أعمال

### أفلام
- (1945) روما - مدينة مفتوحة
- (1972) لاست تانغو في باريس

## وصلات خارجية
- جيوفانا جاليتي على موقع IMDb (الإنجليزية)
- جيوفانا جاليتي على موقع ألو سيني (الفرنسية)
- جيوفانا جاليتي على موقع أول موفي (الإنجليزية)
- جيوفانا جاليتي على موقع قاعدة بيانات الأفلام السويدية (السويدية)
- جيوفانا جاليتي على موقع قاعدة بيانات الفيلم (الإنجليزية)
- جيوفانا جاليتي على موقع كينوبويسك (الروسية)